# Villachiara
Villachiara (lombardul: Vilaciàra) település Olaszországban, Lombardia régióban, Brescia megyében. Lakosainak száma 1360 fő (2023. január 1.). Villachiara Azzanello, Borgo San Giacomo, Genivolta, Orzinuovi és Soncino községekkel határos.

## Népesség
A település lakossága az elmúlt években az alábbi módon változott:
| Lakosok száma | 1435 | 1416 | 1360 |
|               | 2017 | 2018 | 2023 |